# 休倫角石科
休倫角石科（学名：Huroniidae）是珠角石目下的一个科。

## 下属分类
本科包括以下属：
- Discoactinoceras Kobayashi, 1928
- 休倫角石属 Huronia Stokes, 1824
- Huroniella Foerste, 1924